# Lindley DeVecchio
Roy Lindley DeVecchio (Fresno, 18 aprile 1940) ex agente segreto statunitense, noto per il suo ruolo nella gestione degli informatori legati alla criminalità organizzata.
Attivo durante le guerre di mafia che sconvolsero New York negli anni ’80 e ’90, DeVecchio arrivò a dirigere la squadra dell’FBI incaricata del monitoraggio della famiglia mafiosa Colombo. Tra i suoi compiti principali vi fu anche la gestione di Gregory Scarpa, un caporegime dei Colombo che collaborava segretamente con l’FBI sin dagli anni ’60.

## Biografia
Nel 1963, Roy DeVecchio aveva 23 anni, una laurea in scienze politiche conseguita alla George Washington University e lavorava come impiegato presso l’FBI diretto da J. Edgar Hoover. Qualche anno dopo, DeVecchio divenne agente a tutti gli effetti e si specializzò in criminalità organizzata presso l’ufficio dell’FBI di New York.

## Il rapporto con Gregory Scarpa

### Gli inizi
Gestire un personaggio come Gregory Scarpa era delicato, e l’FBI ruppe i rapporti con lui a metà degli anni ’70. Fu DeVecchio, nel 1980, a riportarlo all’interno del programma di collaborazione, dopo aver ottenuto l’approvazione del Bureau. Da quel momento, l’agente - noto per il suo carisma, i capelli scuri ricci e i baffi - divenne l’unico referente ufficiale dell’FBI per Scarpa.
Le abilità di DeVecchio nella gestione degli informatori contribuirono in modo decisivo al successo del famoso Processo alla Commissione mafiosa del 1986, con cui l’allora procuratore federale Rudolph Giuliani riuscì a far condannare i capi della Cosa Nostra statunitense. Tuttavia, secondo l’ufficio del procuratore distrettuale di Brooklyn, durante i dodici anni della loro collaborazione, Scarpa avrebbe consegnato a DeVecchio mazzette di contanti legati con elastici in cambio di informazioni riservate, e l’agente avrebbe trattenuto 66.598 dollari destinati ufficialmente all’informatore.
DeVecchio ha sempre negato con forza qualsiasi accusa di corruzione, sostenendo di non aver mai ricevuto altro che piccoli regali da Scarpa, come una teglia di lasagne o una bambola Cabbage Patch (molto richiesta all’epoca). Ha anche negato con veemenza di aver mai fornito informazioni che potessero essere utilizzate per commettere omicidi.

### Gli omicidi
Alla fine di settembre del 1984, secondo quanto riportato nei documenti giudiziari, Roy DeVecchio si presentò alla residenza a due piani di Gregory Scarpa in Avenue J, Brooklyn, e gli suggerì di “occuparsi” della fidanzata di Alphonse Persico, latitante e fratello del boss della famiglia Colombo. Secondo i pubblici ministeri, la donna, Mary Bari, avrebbe parlato con agenti federali e poteva rivelare il nascondiglio di Persico. Pochi giorni dopo, Scarpa e i suoi uomini attirarono Bari in un bar di Brooklyn con la scusa di un’offerta di lavoro. Non appena entrata nel locale, uno di loro l’avrebbe abbracciata con fare affettuoso per poi spingerla a terra e spararle tre colpi alla testa.
Un anno e mezzo più tardi, sempre secondo l’accusa, DeVecchio avrebbe fornito a Scarpa un’altra soffiata. Gli riferì che un membro della sua banda, Joseph DeDomenico, lo aveva escluso dai profitti di alcune rapine a gioiellerie e pelliccerie. Scarpa allora ne ordinò l'eliminazione.
Nel maggio del 1990, secondo i documenti dell’accusa, DeVecchio avrebbe messo nuovamente in guardia Scarpa da un potenziale "pentito" nel gruppo. Poco tempo dopo, alcuni uomini di Scarpa spararono alla testa al diciottenne Patrick Porco e abbandonarono il suo corpo all’angolo di una strada.

### La guerra dei Colombo
L’anno successivo, a seguito dell’arresto del boss Carmine Persico, esplose una sanguinosa guerra all'interno della famiglia Colombo. In quel periodo, DeVecchio era supervisore della squadra dell’FBI incaricata di indagare sulla famiglia. Scarpa, nel frattempo, continuava a eliminare i rivali. Tra le vittime, anche Lorenzo Lampasi, 66 anni, ucciso con un fucile fuori dalla sua casa a Brooklyn. Secondo i procuratori, fu DeVecchio a fornire a Scarpa l’indirizzo dell’uomo.
La guerra interna durò circa un anno e causò quasi una dozzina di morti.

## Il processo a Gregory Scarpa
Nel 1992, Gregory Scarpa fu condannato per reati legati al possesso illegale di armi da fuoco. In seguito a ciò, l’FBI ordinò a Roy DeVecchio di interrompere ogni contatto con lui.
Dopo che Gregory Scarpa si dichiarò colpevole di accuse di racket nel 1993, l’ex consigliere della famiglia Colombo, Carmine Sessa - diventato nel frattempo collaboratore di giustizia - informò i procuratori della relazione anomala tra Scarpa e l’agente dell’FBI Roy DeVecchio. Le indagini successive portarono alla luce indizi che suggerivano come DeVecchio avesse passato a Scarpa informazioni riservate in più occasioni. Secondo le accuse, l’agente avrebbe rivelato i nomi di ex membri dei Colombo diventati informatori, lo avrebbe avvisato di intercettazioni in corso e del prossimo arresto del figlio per traffico di droga. Emerse anche che DeVecchio avrebbe fornito a Scarpa indicazioni su come rintracciare gli uomini fedeli a Victor Orena, rivale interno alla famiglia Colombo durante la cosiddetta Terza guerra dei Colombo (1991–1993). In quel conflitto, Scarpa aveva preso le parti del boss storico Carmine Persico.
DeVecchio è considerato il primo agente dell’FBI mai sospettato di aver assistito un mafioso nella commissione e copertura di reati. L’FBI avviò un’indagine interna durata due anni, che però si concluse senza incriminazioni. Tuttavia, la reputazione di DeVecchio ne uscì gravemente compromessa, portandolo al pensionamento anticipato nel 1996.
Sebbene ufficialmente scagionato dai vertici dell’FBI, le presunte azioni di DeVecchio ebbero comunque conseguenze legali: 19 affiliati della fazione di Orena videro annullate le condanne o ritirate le accuse. I loro legali sostennero che l’aiuto di DeVecchio a Scarpa avesse distorto le prove e trasformato alcuni omicidi in casi di autodifesa. Lo accusarono anche di aver manipolato le prove stesse.
Nel 2006, il procuratore distrettuale di Brooklyn, Charles Hynes, incriminò DeVecchio con l’accusa di aver favorito, fornendo informazioni riservate, l’omicidio di quattro persone da parte di Scarpa tra gli anni ’80 e i primi anni ’90. Il caso si basava quasi interamente sulla testimonianza di Linda Schiro, compagna di lunga data di Scarpa. Tuttavia, il processo crollò nell’autunno del 2007, quando il giornalista Tom Robbins di The Village Voice rivelò un’intervista condotta nel 1997 insieme all’esperto di mafia Jerry Capeci, nella quale la stessa Schiro negava il coinvolgimento di DeVecchio nella maggior parte degli omicidi. I due avevano inizialmente progettato di scrivere un libro e promesso a Schiro che le sue dichiarazioni non sarebbero mai state pubblicate né attribuitele. Ma Robbins affermò che la possibilità che DeVecchio potesse essere condannato all’ergastolo giustificava la rottura di quell’accordo. I procuratori furono così costretti a chiedere l’archiviazione del caso, che fu accolta il 1º novembre 2007.
Nel 2008 fu nominato un giudice in pensione come procuratore speciale per valutare se Linda Schiro avesse commesso spergiuro, ma il rapporto conclusivo stabilì che l’intervista registrata non costituiva prova sufficiente.
Nel 2011, Roy DeVecchio pubblicò un libro co-firmato, in cui racconta la propria versione dei fatti e la sua esperienza all’interno dell’FBI.